# Livio Mascarello
Livio Mascarello, né le 18 septembre 1919 à Molvena en Vénétie (Italie), mort le 26 janvier 2007 à Colombes (Hauts-de-Seine), est un militant syndicaliste français d'origine italienne. Ouvrier métallurgiste, dirigeant de la puissante fédération des métallos CGT, il est un des responsables nationaux de la CGT les plus connus parmi les militants cégétistes. Il fait partie du bureau confédéral du premier syndicat français de 1959 à 1982.

## Repères biographiques
Livio Mascarello émigré d'Italie s'installe en France avec ses parents en 1923. Son père, membre du Parti socialiste italien, vient travailler dans les mines de fer de Lorraine pour des raisons économiques et politiques. Après avoir obtenu le Certificat d'études primaires, le jeune Livio entre dans la vie active dès l'âge de douze ans et demi et occupe jusqu'à la guerre plusieurs emplois avant de travailler à partir de 1937 aux mines de Bouligny. C'est alors qu'il adhère à la CGT. Naturalisé français en 1932, il est mobilisé en mai 1940. Démobilisé en 1942 il se réfugie à Alès dans la zone sud. Un temps clandestin pour éviter le STO, il trouve en juin 1944 un emploi dans une usine métallurgique de la ville cévenole. Après la Libération il devient  rapidement un des premiers dirigeants syndicaux du Gard. Il est aussi un militant local du Parti socialiste SFIO. Mais en 1948 il refuse la scission syndicale menée par le groupe Force ouvrière et les injonctions de son parti à s'y rallier. C'est alors qu'à l'appel d'Ambroise Croizat, il quittait la production pour devenir permanent syndical de la Fédération des travailleurs de la Métallurgie CGT. Militant toujours dans le Gard, il est condamné lors de la grève des mineurs de cette année-là à 25 jours de prison ce qui lui vaut son licenciement définitif de l'entreprise où il travaillait. En 1950 il entre au secrétariat de la Fédération des métaux et deux ans plus tard il en est élu secrétaire général adjoint. Il est le "second" de cette importante fédération syndicale dirigée par le communiste Jean Breteau.
Membre de la Commission administrative (CA) de la  Confédération générale du travail à partir de 1951, il est élu en 1959 au bureau confédéral de la CGT. Il est membre de cet organisme dirigeant de la Centrale syndicale jusqu'au 41e Congrès (1982) de la Confédération. Après 23 ans de présence à la direction de la CGT, son départ correspond à sa retraite professionnelle de métallurgiste, mais il a lieu dans un contexte de crise au sein de la direction de la CGT. Lui-même en effet s'était trouvé un moment, dans l'opposition à une ligne syndicale "officielle", qui tolérait les dérapages antidémocratiques en Pologne, ou le recours à l'Armée rouge en Afghanistan. Considéré comme très proche du Parti communiste, il n'en était toutefois pas membre. Après avoir quitté  la SFIO, en 1947, il participe ensuite à l'expérience d'un Parti Socialiste unitaire, dont la vie fut brève. Il fut ensuite "compagnon de route" du PCF.
Livio Mascarello a eu des responsabilités syndicales internationales: il est Président de l'Union internationale syndicale de la métallurgie, au sein de la Fédération syndicale mondiale, la FSM, avant que la CGT ne quitte cette organisation. Il siège de 1968 à 1982 au Conseil économique et social de la Communauté européenne à Bruxelles. De par ses origines il noue des contacts forts avec la Confédération générale italienne du travail (CGIL), pour coordonner l'action syndicale au niveau de l'Europe occidentale.
Il est membre du Conseil économique et social de 1975 à 1984.
Ce parcours syndical exemplaire est reconnu par l'attribution de la Légion d'honneur le 14 juillet 2000 au titre du Ministère de l'Emploi, sur proposition de la CGT. Cette médaille célébrait 47 ans d'activité professionnelle et syndicale.
Il est inhumé dans le Nouveau Cimetière à Colombes.

## Sources
- l'Humanité, notice nécrologique sur Livio Mascarello, janvier 2007.